# Zapuštěný bazén
Zapuštěný bazén je uměle vytvořená vodní nádrž určená pro plavání, koupání, potápění, cvičení a relaxaci. Zapuštěné bazény jsou umístěny v zemi a jejich umístění předchází výkopové práce určené pro úpravu terénu, do kterého bude zapuštěný bazén umístěn. Pro zapuštěné bazény se pak využívá několik druhů materiálů, které se následně umisťují do předem upraveného terénu. Zapuštěné bazény mohou být betonové, tvarovkové, laminátové, polypropylenové, akrylátové, celokovové a fóliové bazény z bloků.

## Typy zapuštěných bazénů
- Laminátové, polypropylenové a akrylátové zapuštěné bazény jsou již vyhotoveny a usazují se do upraveného terénu v celku. Mají dobré, stálé vlastnosti a jsou odolné vůči chemikáliím, které se používají pro úpravu a desinfekci vody v bazénu. Jejich šířka však bývá z důvodu přepravy omezena na 3,5 m.
- Betonové zapuštěné bazény – jejich předností je téměř neomezená životnost a jelikož jejich výroba probíhá přímo na místě, je velkou výhodou možnost volby tvaru, hloubky, sklonu dna, různých zálivů, podvodních posezení a osazení libovolnou doplňkovou technologií. Konstrukce takového bazénu pak vyžaduje povrchovou úpravu fóliováním nebo bazénovou keramikou, které brání průniku vody z bazénu.
- Tvarovkové zapuštěné bazény jsou vystavěny pomocí betonových, škvárobetonových nebo polystyrenových tvarovek, čímž však dochází k částečnému omezení tvarové variability zapuštěného bazénu. Jejich životnost a povrchová úprava je podobná jako u zapuštěných betonových bazénů.
- Celokovové zapuštěné bazény jsou dobře odolné proti povětrnostním vlivům a mohou být libovolně tvarované, členité s dlouhou životností. Nevýhodou je pak barva povrchu, která vytváří šedý odstín vody. Výhodou je však jejich snadná údržba.
- Fóliové bazény z bloků – Bazén je zhotoven ze speciálních polystyrénových bloků o velikosti 25 x 25 x 120 cm s dobrou izolační schopností K = 0,24 a vysokou odolností proti stárnutí. Hmota totiž nesublimuje. Bloky tvoří formu pro beton B 30 s ocelovou výztuží. Po vylití jádra vznikne pevná železobetonová stavba opatřená vynikající izolací. Po horním obvodu je plastový zámek pro uchycení fólie systém P 3. Tato fólie Alkorplán bývá vyrobena na zakázku o síle 0,75 nebo 0,85 mm v mnoha barvách a barevných kombinacích. Pod fólií je použita antibakteriální geotextilie (Biotex) 300g/m². Tato fólie se používá jak na stěny, tak na podlahu bazénu.